# Алтурсова
Алтурсова — река в России, протекает по Архангельской области. Устье реки находится в 26 км от устья Ваймижа по левому берегу. Длина реки составляет 6 км.

## Притоки
- 6 км: река Большая Алтурсова (пр.)
- 6 км: река Малая Алтурсова (лв.)

## Данные водного реестра
По данным государственного водного реестра России относится к Двинско-Печорскому бассейновому округу, водохозяйственный участок реки — Северная Двина от впадения реки Вычегда до впадения реки Вага, речной подбассейн реки — Северная Двина ниже места слияния Вычегды и Малой Северной Двины. Речной бассейн реки — Северная Двина.
Код объекта в государственном водном реестре — 03020300112103000027616.